# Hvězdák vlhkoměrný
Hvězdák vlhkoměrný (Astraeus hygrometricus (Pers.) Morgan 1889) je houba patřící mezi boletoidní gasteromycety. Vyznačuje se hvězdovkovitým habitem a hygroskopickými rameny reagujícími na vlhkost. Jde o jediný evropský druh z rodu hvězdákovitých.

## Synonyma
- Astraeus hygrometricus (Pers.) Morgan 1889[2]
- Astraeus stellatus (Scop.) E. Fisch. 1900[2]
- Geaster hygrometricus Pers. 1801[2]
- Geaster stellatus (Scop.) Wettst. 1858[2]
- Geaster vulgaris Corda 1842[2]
- Lycoperdon stellatus Scop. 1772[2]

české názvy
- hvězdák vláhojevný
- hvězdák vlhkoměrný[1]
- hvězdice mnohopramenná[3]
- proměnník mnohopramenný[4]

## Vzhled

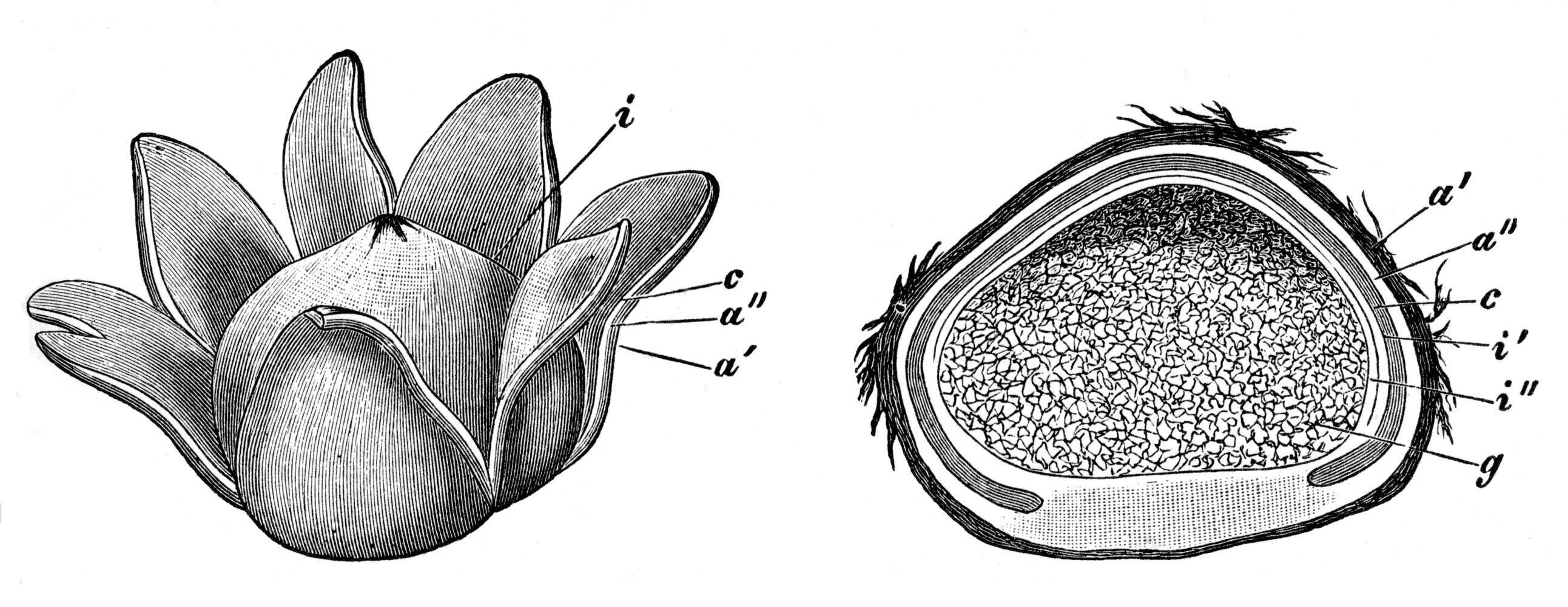
i – endoperidie
a – exoperidie
g – gleba

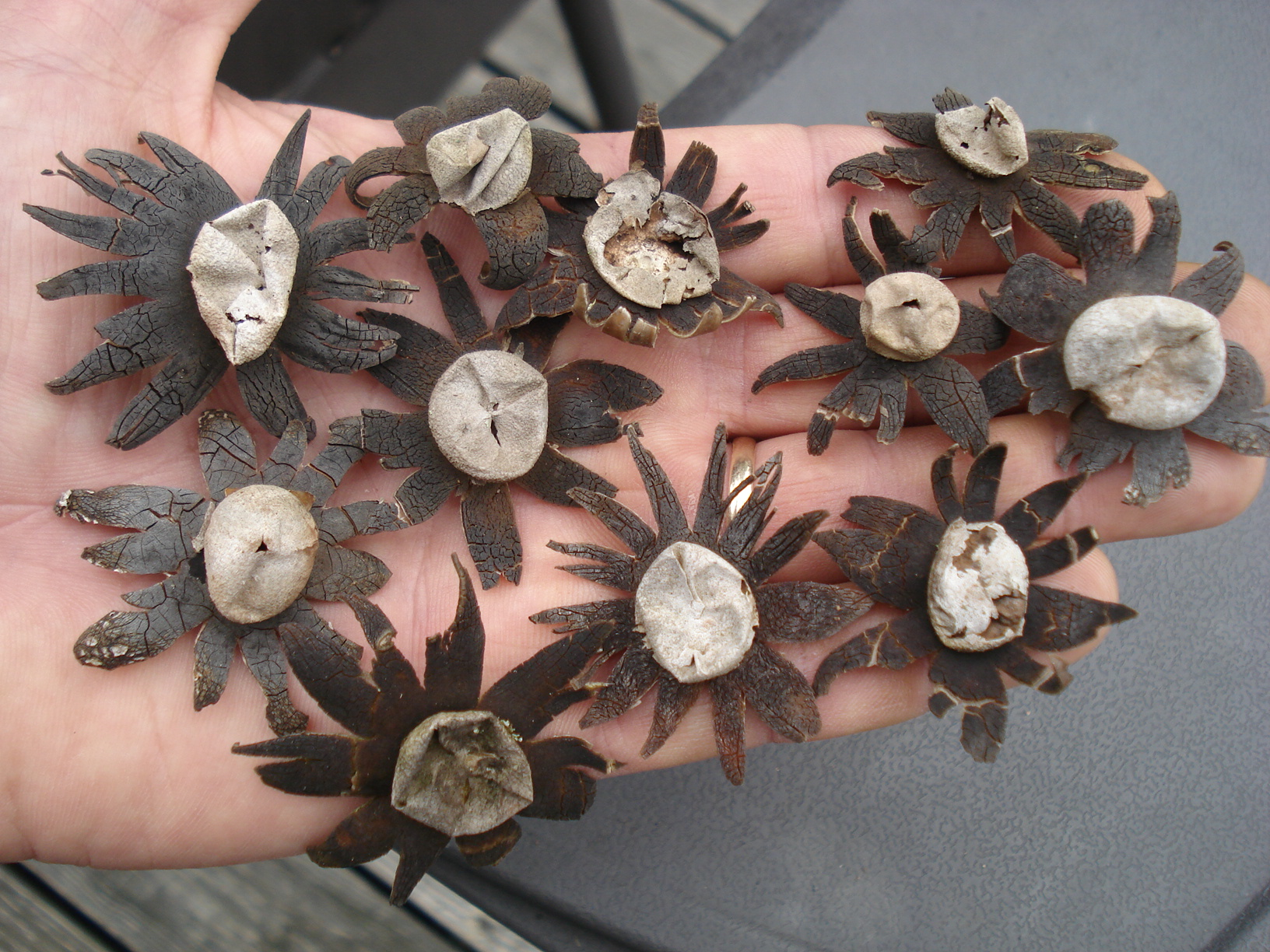
Dospělé plodnice, dlaň jako měřítko

### Makroskopický
Plodnice jsou nejprve podzemní, zploštěle kulovité (uzavřené), široké 15–33 milimetrů. V dospělosti vystupují na povrch.
Exoperidie (povrch plodnice) rozpraskává na 7–13 (i 20) cípů a dosahuje rozpětí 50–100 milimetrů. Cípy exoperidie jsou hygroskopické – ve vlhku se rozevírají, za sucha se uzavírají. Z vnější strany jsou kožovité, šedé až černohnědé, vnitřní strana (horní, pokud je plodnice rozevřená) je zbarvená žlutohnědě až tmavě hnědočerveně a její povrch je políčkovitě rozpraskaný.
Endoperidie má bochníčkovitý tvar, dosahuje 15–30 milimetrů v průměru. Povrch má kožovitý, zbarvena je šedě až okrově hnědě, s otvorem na vrcholu.

### Mikroskopický
Výtrusy dosahují 8–11 μm, jsou kulovité a nesou ostnité bradavky až 1 μm dlouhé.

## Výskyt
Mykorhizní druh typický pro oblasti teplomilné květeny. Roste roztroušeně na výslunných stanovištích na písčitém, hlinitém i skalnatém podloží. Objevuje se od srpna do listopadu pod duby, habry a borovicemi. Plodnice na stanovišti vytrvávají do příštího roku. Plodnice mohou být napadeny parazitickým hřibem hvězdákožijným.

## Rozšíření
Hvězdák vlhkoměrný je rozšířený celosvětově v teplých oblastech. Roste v Evropě, Africe, Asii a Severní i Jižní Americe.

## Záměna
Dospělé plodnice mohou být zaměněny za některé hvězdovky. Od těch se liší makroskopicky i mikroskopicky v několika znacích. Teřich hvězdáku je snadno odloupnutelný, kdežto u hvězdovek je přirostlý. Ústí hvězdáku je na rozdíl od podobné hvězdovky kvítkovité (Geastrum floriforme) nepravidelné, nikoli kuželovité. Spóry hvězdáku jsou výrazně větší, kolem 10 μm, u hvězdovek dosahují zpravidla polovičních rozměrů. Mladé nerozevřené plodnice je možné zaměnit za pestřec.

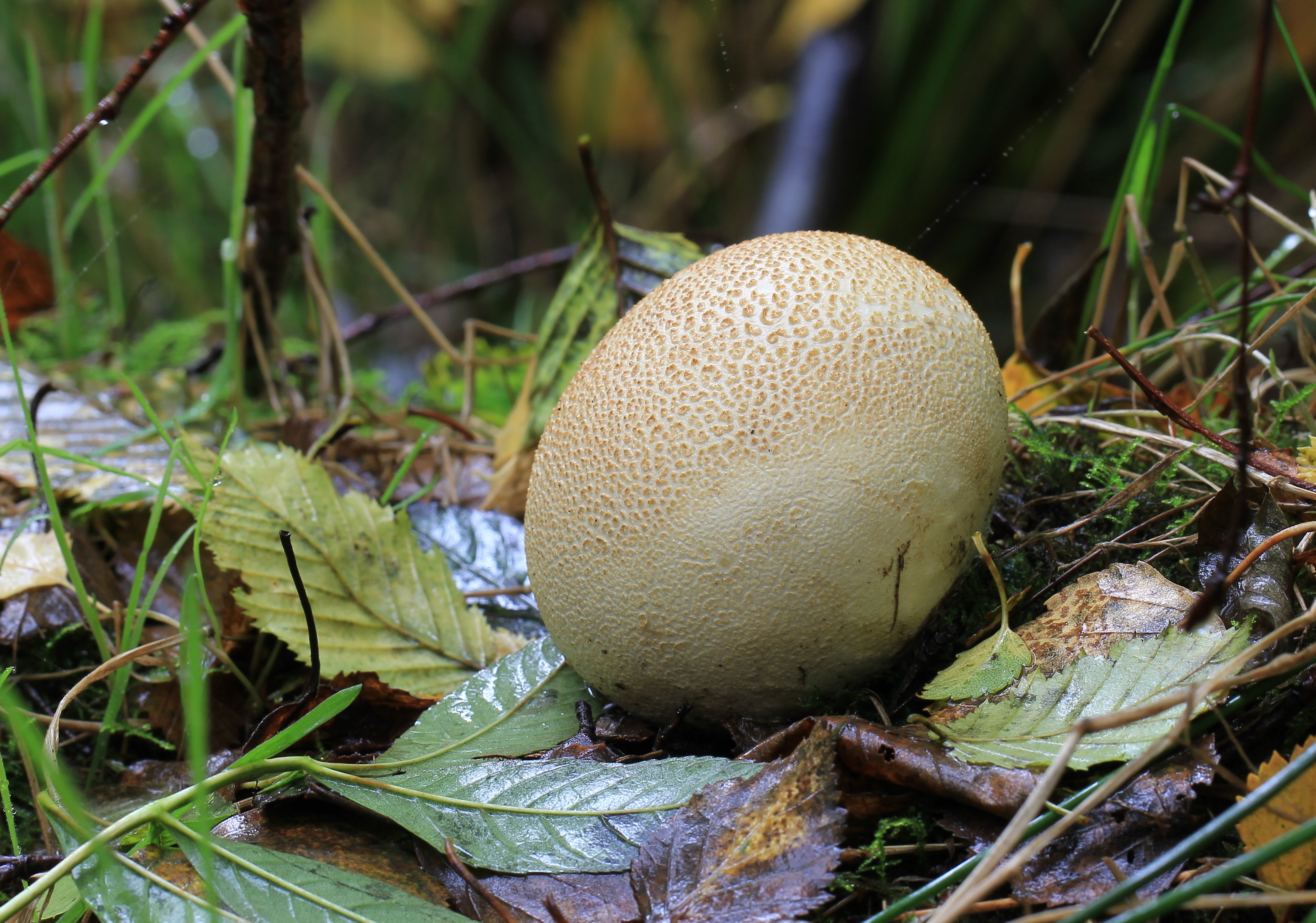
pestřec obecný
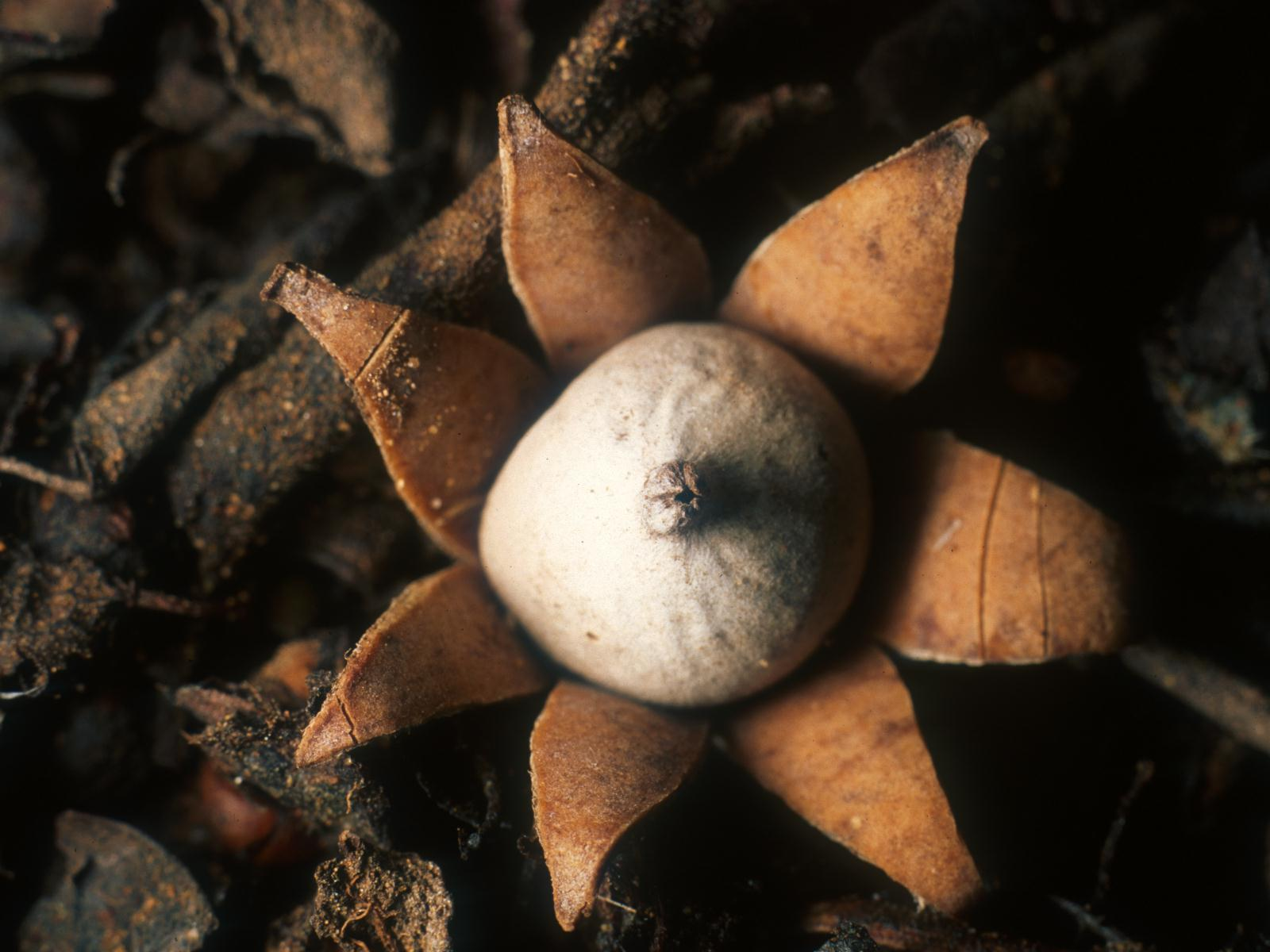
hvězdovka kvítkovitá
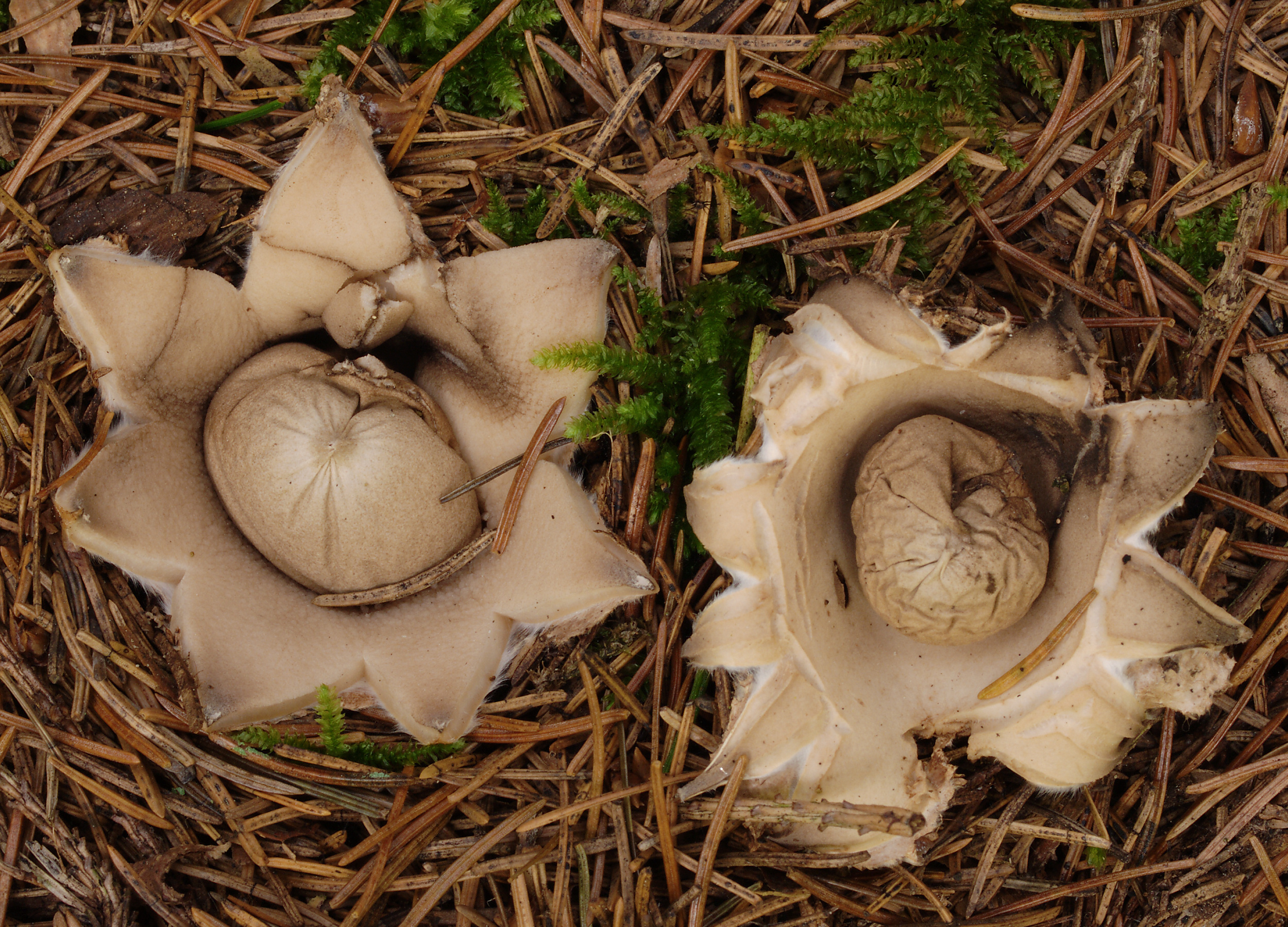
hvězdovka brvitá
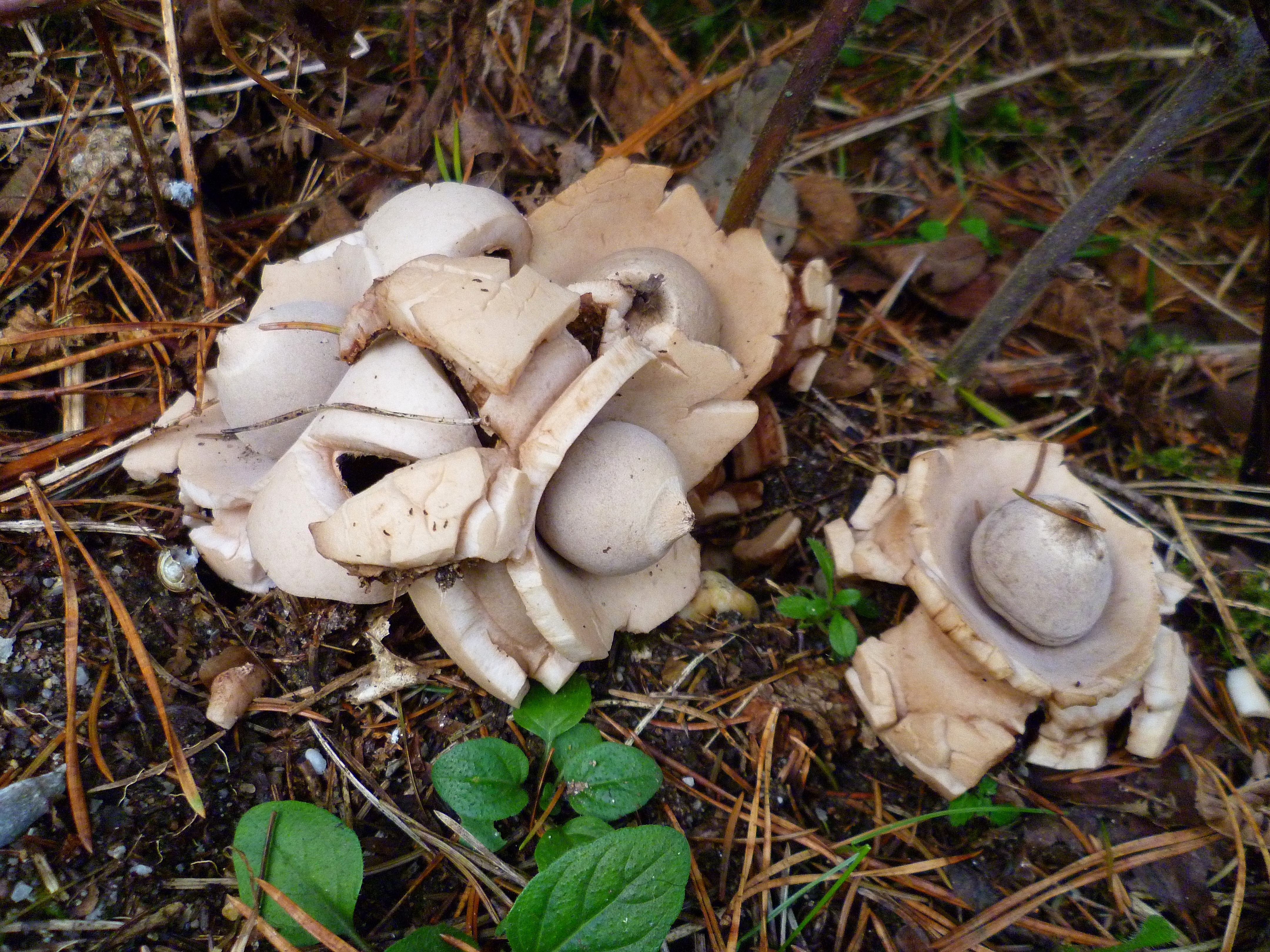
hvězdovka trojitá

## Význam

Chemický základ astrahygrolů

Houba je nejedlá, z plodnic ale byly extrahovány různé látky (polysacharidy, steroidní složky, deriváty triterpenů astrahygroly), které vykazují protirakovinné, antioxidační a imunitu povzbuzující účinky.